# Комаровка (Кропивинський округ)
Комаро́вка (рос. Комаровка) — присілок у складі Кропивинського округу Кемеровської області, Росія.

## Населення
Населення — 26 осіб (2010; 40 у 2002).
Національний склад (станом на 2002 рік):
- росіяни — 87 %